# Antonio Machado Álvarez
Antonio Machado Álvarez, más conocido por su seudónimo Demófilo -que no debe confundirse con el mismo que usó el escritor contemporáneo Fernando Lozano Montes- (Santiago de Compostela, 6 de abril de 1846 - Sevilla, 4 de febrero de 1893) fue un escritor, antropólogo y folclorista español, hijo del médico y naturalista Antonio Machado y Núñez y padre de los poetas Manuel Machado y Antonio Machado y del pintor José Machado Ruiz.

## Orígenes familiares
Su madre, Cipriana Álvarez Durán, nació el 16 de septiembre de 1827 en Sevilla, y era hija de José Álvarez Guerra, autor del libro Unidad simbólica y destino del hombre en la tierra o filosofía de la razón, editado en Madrid en 1837 y en Sevilla en 1857. Esta obra anticipaba tesis krausistas, doctrina traída de Alemania más adelante por Julián Sanz del Río. Cipriana era sobrina de Agustín Durán, autor del Romancero general y reivindicador del teatro español del Siglo de Oro. Antonio Machado y Ruiz declaró que había aprendido a leer con el Romancero general. Cipriana era una mujer cultivada y poseía dotes artísticas, sobre todo hacia la pintura.
Su padre, Antonio Machado y Núñez nació en Cádiz en 1812 o 1815. En 1838 se doctoró en Medicina y Cirugía en esta ciudad. En 1843 se instaló en Sevilla, donde trabajó como médico.
Cipriana Álvarez Durán y Antonio Machado y Núñez se casaron en Sevilla. En 1844 Antonio Machado y Núñez fue nombrado catedrático de Física y Química Médicas en la Facultad de Medicina de Cádiz. No obstante, el Plan Pidal reorganizó los estudios universitarios y tuvo que trasladarse a enseñar en la Universidad de Santiago de Compostela. Su esposa le acompañó a esta ciudad.

## Biografía
Nació en el número 33 de la Rúa Nueva de Santiago de Compostela el 6 de abril de 1846. Fue bautizado el 11 de abril en la Iglesia de Santa María Salomé con el nombre de Antonio José Cipriano Francisco Pedro Celestino. La madre enfermó a causa del alumbramiento y, por esto, la familia decidió trasladarse a Sevilla a los 40 días.
En 1846 su padre pasó a ocupar la cátedra de Mineralogía y Zoología de Universidad de Sevilla. En 1854 obtuvo el título de licenciado en Ciencias Naturales. En 1857 su cátedra se unificó con la de Botánica, pasando a ser de Historia Natural.
Antonio Machado y Álvarez pasó su niñez bajo los cuidados de su madre y de la empleada doméstica Juana Checa, llamada por él "Lala". Durante su infancia su salud fue muy débil. Heredó de su padre el amor por la literatura y una ideología progresista. Estudió en el Instituto Provincial de Segunda Enseñanza de Sevilla, donde obtuvo el título de bachiller en Artes con sobresaliente el 10 de junio de 1862.
Por entonces la familia vivía en la calle de Las Palmas (hoy Jesús del Gran Poder), número 9.
En 1862 comenzó a estudiar Derecho y Filosofía y Letras en la Universidad de Sevilla. El profesor al que más estimó fue el krausista Federico de Castro, catedrático de Metafísica, que era amigo de su padre. De Castro le inició en el campo de la literatura popular. En 1866 Antonio Machado y Álvarez, junto con otros estudiantes, fundó el periódico La juventud. Entre estos estudiantes se encontraba Joaquín Sama y Vinagre. Lo que se recaudaba con la publicación se destinaba a costear los grados y los libros de universitarios pobres. Otro compañero de la Universidad de Sevilla fue Luis Montoto. Le gustaba visitar con él las casetas de los gitanos de la Feria de Abril.
También realizaba excursiones a los alrededores de Sevilla. Uno de los sitios que visitaba eran las ruinas del convento franciscano del cerro de Chavoya de San Juan de Aznalfarache, donde había buenas vistas de la ciudad.
En 1867 se trasladó a la Universidad Central de Madrid para culminar sus estudios. En este lugar fundó el periódico Un obrero de la civilización. Él se definía entonces como demo-krausista y en esta publicación colaboraron krausistas como Federico de Castro, Nicolás Salmerón, Manuel Poley y Poley, Manuel de la Revilla, José María Maranges y Francisco Giner de los Ríos. Se alojó en una casa de la calle del Olivo (hoy calle de Mesonero Romanos), número 7, de Madrid que pasó a ser un centro de reunión de jóvenes estudiantes republicanos. Esto provocó los recelos de la policía, que registró la vivienda en varias ocasiones.
El 11 de junio de 1867 obtuvo con sobresaliente el título de bachiller en Derecho Administrativo y el 17 de junio del mismo año el título de bachiller en Derecho Civil.
Encontrándose en Madrid, le sorprendió la revolución de septiembre de 1868. Sin embargo, poco tiempo después enfermó de una pulmonía y fue a reponerse a Sevilla. En 1869 comenzó a publicarse en Sevilla la Revista mensual de filosofía, literatura y ciencias. Los directores y editores de la misma eran Antonio Machado Núñez y Federico de Castro. El redactor era Antonio Machado y Álvarez, que empezó aquí a usar su seudónimo "Demófilo", y en la revista colaboraron varios compañeros suyos de la universidad como Manuel Poley, Rafael Álvarez Sánchez-Surga y Fernando Belmonte Clemente. Otros colaboradores de la revista fueron Juan José Bueno y Leroux, José Fernández Espino, Julián Sanz del Río, Nicolás Salmerón, Antonio Benítez de Lugo, Francisco Escudero y Perosso, Antonio María García Blanco, Ramón de Campoamor, Francisco Giner de los Ríos, Manuel Gómez Imaz, Luis Vidart, Heinrich Ahrens y Wilhelm Tiberghien. Publicar aquí no se pagaba y las suscripciones servían para mantener los gastos de administración e impresión. Con todo, la revista subsistió hasta 1874. La revista tenía una línea editorial liberal progresista y científica. En canónigo Francisco Mateos Gago criticó la publicación, afirmando que era un "almacén de germanías blasfemas" sin apoyo de ninguna universidad.
Antonio Machado y Álvarez publicó en la Revista mensual de filosofía, literatura y ciencias una serie de artículos entre 1869 y 1872 titulados Estudios de literatura popular con los que alcanzará notable prestigio en este género. En 1871 publicó un artículo titulado Cantes flamencos, que fue el germen de su libro Colección de cantes flamencos, publicado en Sevilla diez años después.
En noviembre de 1870 se licenció en Derecho y en 1871 en Filosofía y Letras.
En 1871 su padre, Antonio Machado y Núñez, y Federico de Castro fundaron la Sociedad Antropológica Sevillana, que ayudó a introducir en España el darwinismo.
En 1871 abrió un bufete de abogados en Sevilla con Manuel Poley y Rafael Álvarez Sánchez-Surga, que falleció en 1872.
Entre 1872 y 1874 ejerció de juez municipal en el barrio de San Vicente de Sevilla.

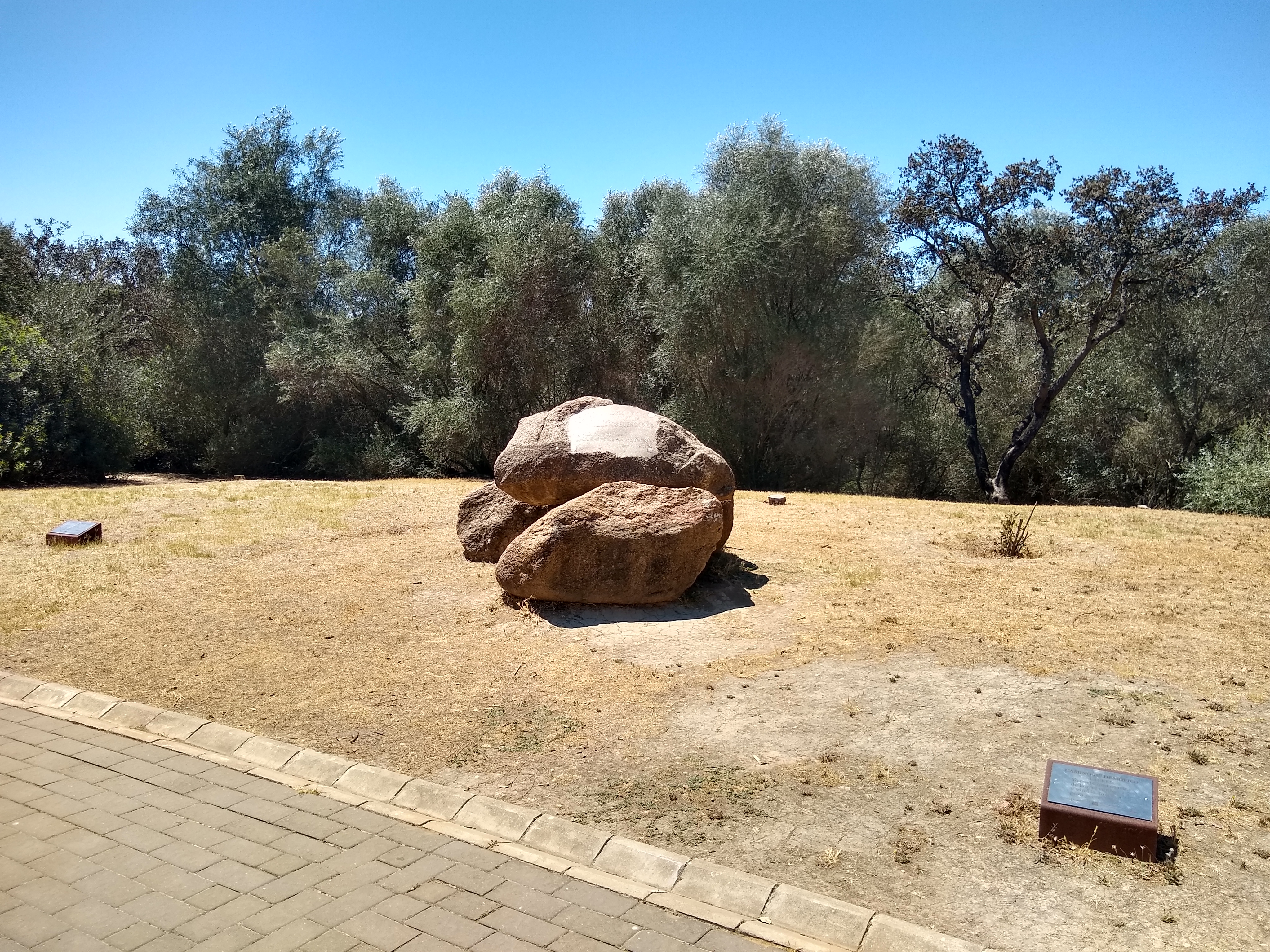
"Camino de Demófilo" con placas y una inscripción en piedra dedicadas a él en el parque del Alamillo de Sevilla.

En 1872 Federico de Castro fue a desempeñar un cargo político en Madrid y nombró a Machado y Álvarez para sustituirle impartiendo Metafísica en la Universidad de Sevilla.
Escribió con Federico de Castro el folleto Cuentos, leyendas y costumbres populares, publicado en 1872.
El 22 de mayo de 1873 se casó por lo civil con Ana Ruiz Hernández, nacida en el barrio sevillano de Triana en 1854. El matrimonio se instaló a vivir en la calle de San Pedro Mártir, número 20. En 1874 nació Manuel. En 1875, cuando residían en unas habitaciones alquiladas del Palacio de las Dueñas, nació Antonio. En 1878 nació una niña que se murió con nueve meses. Luego nació Rafael, que falleció a los pocos días. En 1879 nació, en la calle de Las Navas número 1, nació José. En 1881 nació Joaquín, en la calle O'Donnell número 22. En 1884, cuando ya se encontraban en Madrid, nació Francisco. En 1885 nació Cipriana, que falleció antes de los 10 años.
El 28 de septiembre de 1873 se doctoró en Filosofía y Letras.
En 1875 montó un nuevo bufete de abogados con Federico de Castro.
En 1877 animó a Federico de Castro a publicar una serie de artículos demosóficos titulados Flores de invierno.
El 5 de octubre de 1877 Antonio Machado y Álvarez fundó en Sevilla la revista decenal de carácter científico y literario llamada La enciclopedia. Los ocho primeros números fueron impresos en Málaga y el resto en Sevilla.
Para 1878 trabajaba como abogado en solitario.
Tradujo del francés la segunda edición de la obra Investigaciones acerca de la historia y de la literatura de España durante la Edad Media de Reinhart Dozy, que fue publicada en Sevilla por la Biblioteca Científica Literaria en 1878.
En 1879 se creó en La enciclopedia una sección de literatura popular, que fue dirigida por Machado y Álvarez hasta 1881. En esta sección publicó artículos, cuentos, supersticiones, coplas, cantares, adivinanzas, etc. En sus artículos pasó a seguir una tendencia evolucionista en la línea de Herbert Spencer.
En marzo de 1879 el filólogo austríaco Hugo Schuchardt llegó a Sevilla para estudiar el habla andaluza. Entonces alabará la obra de Machado y Álvarez, con el que sostuvo amistad y correspondencia. Schuchardt puso en contacto a "Demófilo" con otros autores, como Reinhold Köhler, Giuseppe Pitrè, Gaston Paris, Teófilo Braga, Francisco Adolfo Coelho y Carolina Coronedi Berti.
También mantuvo correspondencia con Gumersindo Laverde, Joaquín Costa, Manuel Murguía y Manuel Milá y Fontanals.
Entre 1879 y 1880 colaboró con el periódico político y satírico sevillano El alabardero.
Antonio Machado y Álvarez publicó en La ilustración gallega y asturiana los cuentos El médico bonito en 1879 y El ahorcado a lo divino en 1880.
El 23 de enero de 1880, en un acto del Ateneo de Sevilla, se distanció del krausismo. Se sentía más cercano al utilitarista Herbert Spencer. En el mismo acto apoyó también el evolucionismo. El 11 de febrero, en una nueva sesión en el Ateneo, discrepó de los planteamientos del krausista Federico de Castro.
Por esta época mantuvo una estrecha relación con José María Sbarbi y Osuna. Este era director de El averiguador universal, donde Machado y Álvarez publicaría varios artículos.
En 1880 publicó La colección de enigmas y adivinanzas en forma de diccionario, un libro con 1 186 enigmas y adivinanzas. Ese mismo año tradujo del inglés la obra Cultura primitiva de Edward Burnett Tylor por encargo de la Revista europea.
En 1880 se enteró de que se había fundado en Londres en 1878 The Folklore Society.
El 26 de abril de 1881 se inauguró en la calle del Rosario (hoy Tetuán), número 4, un salón del cantaor Silverio Franconetti Aguilar. Machado y Álvarez, que había conocido a este artista en 1878, asistió con frecuencia a su local para disfrutar del flamenco, junto con sus amigos Luis Montoto, Díaz Marín y Francisco Rodríguez Marín.
En abril de 1881 publicó su libro Colección de cantes flamencos, que tuvo un apéndice con una biografía de Franconetti. Esta obra ha sido considerada el origen de la flamencología. Contiene 881 coplas, entre las cuales hay soleares de tres y cuatro versos, soleariyas, siguiriyas (que entonces se llamaban seguidillas gitanas), polos y cañas, peteneras, serranas y variedades de tonás (livianas, martinetes o carceleras, deblas y tonás grandes). En el prólogo de la obra habla del origen del término "flamenco", sobre los gitanos y califica como género poético el cante flamenco.
El mismo abril de 1881 se publicó un libro que influyó mucho en Machado Álvarez y en Luis Montoto titulado El primer cancionero de coplas flamencas populares según el estilo de Andalucía, compuestas por Manuel Balmaseda y González.
La enciclopedia se fue politizando en sus últimos años, hasta que en 1883 se convirtió en un diario de política llamado El tribuno.
El 3 de noviembre de 1881 proclamó las Bases de la organización de El Folk-lore Español, que no llegó a constituirse.
El 23 de noviembre de 1881 se constituyó la sociedad El Folk-Lore Andaluz en su domicilio, en la calle O'Donnell, número 22. Fue presidida por José María Asensio y Toledo y fueron miembros Antonio María García Blanco, Antonio Machado y Núñez, Gonzalo Segovia Ardizone, Rodrigo Sanjurjo, Rodrigo Guichot y Parody, Fernando Belmonte Clemente, Francisco Rodríguez Marín, Siro García del Mazo y Manuel Sales y Ferré. Antonio Machado y Álvarez fue nombrado secretario. En marzo de 1882 creó, como órgano de esta sociedad, la revista El folk-lore andaluz.
Sobre este asunto, Machado y Álvarez escribió lo siguiente:

La palabra folk-lore es sajona y compuesta de dos voces "folk", que significa gente, personas, género humano, pueblo, y "lore", que significa lección, doctrina, enseñanza, instrucción, saber. La palabra "folk-lore", por tanto, equivale a lo que en español llamaríamos el saber de las gentes, el saber popular. [...] La obra del pueblo español, la del primero y más importantes de los factores de la historia patria, ha sido completamente desatendida hasta aquí, y por nadie estudiada; diríase, o que en España no ha existido pueblo, o que su papel se ha limitado sólo al tristísimo simbolizado en aquella fórmula que ha hecho considerar a algunos de nuestros concilios como el origen de nuestras Cortes: omni populo asentiente, esto es, media docena de infelices que movían afirmativamente la cabeza cuando hablaban el obispo o el magnate que les proporcionaba el sustento. La grave falta de todos los historiadores y especialmente de los de España de concretar sus investigaciones al conocimiento de los hechos que realizó una persona o, cuando más, una clase determinada, hace que la historia, que a nuestro juicio debiera ser el complejo, no la suma, de las biografías de todos los individuos, diste mucho de ser una ciencia todavía

En 1882 Luis Romero y Espinosa, residente en Fregenal de la Sierra, creó la Sociedad del Folk-Lore Frexnense, que también tuvo su propia revista, en la cual incluía artículos sobre Andalucía. Esta publicación se unificó con la revista de la sociedad andaluza en 1883, creándose la publicación El folk-lore bético-extremeño, que se publicó hasta 1884.
En 1883 Machado y Álvarez escribió un post scriptum a la obra Cantos populares españoles de Rodríguez Marín. En él daba su definición de pueblo, muy diferenciada del habitual Volkgeist o espíritu de la raza herderiano:

No es ya para mí el pueblo un ser impersonal y fantástico, una especie de entelequia de que son órganos ciertos hombres a quienes por esta razón decimos del pueblo, sino el grado medio que resulta de la cultura de un número indeterminado de hombres anónimos, es decir, que no han tenido la energía orgánica necesaria para diferenciarse de los otros lo suficiente para tener una personalidad distinta y propia, razón que les obliga a aceptar y adoptar como suyo, completamente suyo, lo producido por otros.

En 1883 Antonio Machado y Núñez, que vivía con su esposa en la casa de la calle O'Donnell, fue trasladado a la cátedra de Ciencias Naturales de la Universidad Central de Madrid. Machado y Álvarez decidió trasladarse también con su familia a Madrid para que sus hijos fuesen educados en la Institución Libre de Enseñanza y para difundir el folclore español en la capital.
Tomaron el tren a Madrid el 8 de septiembre de 1883 y se instalaron en un piso de la calle Claudio Coello, número 16, 3º derecha, esquina con la calle Villanueva.
Machado y Álvarez conocía ya al profesor la Institución Libre de Enseñanza Joaquín Sama, que residía en Madrid. En esta ciudad, además, se relacionó con numerosos intelectuales, como Joaquín Costa, Emilio Castelar, Gaspar Núñez de Arce, Juan Valera y Luis Alfonso y Casanovas. También fue amigo de Antonio Cánovas del Castillo.
Por el piso de la calle Claudio Coello pasaron numerosos profesores de la Institución Libre de Enseñanza, que eran amigos de su padre. El día 18 de septiembre de 1883 entraron como alumnos en esta institución sus hijos Manuel, Antonio y José.
En Madrid se escribió mucho con el filólogo Rufino José Cuervo.
El 28 de octubre de 1883 publicó en La hoja literaria de "El Día" su artículo La sociedad del folk-lore donde analiza el concepto de folclore y las obras de la sociedad londinense dedicada a él. También publicó artículos sobre el folclore en La época, El globo, El progreso, Boletín de la Institución Libre de Enseñanza, La ilustración española y americana, La América, El norte y El imparcial.
Puso en contacto al erudito Jerónimo Gallardo con Guichot y con Romero Espinosa para la fundación, el 25 de noviembre de 1883, de la sociedad El Folk-Lore de Toledo. Posteriormente, el 28 de noviembre, fundó la sociedad El Folk-Lore Castellano, presidida por Gaspar Núñez de Arce y que contó entre sus miembros con numerosos intelectuales de la Institución Libre de Enseñanza.
Entre 1883 y 1886 dirigió una colección de libros sobre folclore con escritos de varios autores, la Biblioteca de tradiciones populares españolas, que alcanzó once volúmenes.
En 1884 se fundaron otras sociedades folclóricas: Folk-Lore Regional Gallego, el Folk-Lore Riojano y el Folk-Lore Vasco-Navarro.
Por esta época Machado y Álvarez entró en contacto con un catedrático de la Universidad de La Habana, Teófilo Martínez Escobar, para fundar el Folk-Lore Cubano. También hubo contactos entre la sociedad andaluza y Puerto Rico para fundar una sociedad folclórica en ese lugar.
En 1884 tradujo el libro Historia de la evolución del sentido de los colores, de Hugo Magnus, para la Biblioteca Biológica.
En 1885 publicó en Revista de España y en el Boletín folklórico español un artículo, Breves indicaciones acerca del significado y alcance del término folk-lore, donde definía el concepto del siguiente modo:

Esta es, para mí, la ciencia que tiene por objeto el estudio de la humanidad indiferenciada o anónima, a partir desde una edad que puede considerarse infantil hasta nuestros días.

El 29 de abril de 1885 se fundó en Cádiz la sociedad El Folk-Lore Provincial Gaditano, que nombró a Machado y Álvarez presidente honorario. Machado y Álvarez publicó en el Boletín Folk-Lórico Gaditano.
En julio de 1885 le propuso al Ayuntamiento de Madrid la creación de un museo folclórico. El concejal Francisco Pi y Margall simpatizó con la idea pero esta no se llevó a cabo.
En septiembre de 1885 la Institución Libre de Enseñanza le ofreció una cátedra de Ciencia del Folk-Lore. Sin embargo, solo pudo estar impartiendo clases parte del curso 1885-1886.
En 1885 Alemania invadió el archipiélago de Las Carolinas español. El 4 de septiembre Machado y Álvarez elaboró un manifiesto invitando a los intelectuales a construir un crucero llamado Iberia "no para atacar a nadie, sino para repeler con la fuerza los actos injustos del canciller, en caso necesario". El manifiesto fue firmado por él, Alejandro Guichot y Sierra y Antonio Sendrás y Burín. El 10 de septiembre publicó en El Porvenir un artículo animando a modernizar la Armada y defender el territorio.
El 3 de mayo de 1883 publicó en La ilustración artística de Barcelona su artículo Curiosidades sevillanas: Quijá, el florero, que sería elogiado posteriormente por Azorín.
En 1886 publicó en Revista de España un artículo, titulado Las adivinanzas, donde establece la diferencia entre adivinanzas, enigmas y acertijos. Ese mismo año publicó en la misma revista otro artículo, titulado El folk-lore del niño. Juegos de niños de ambos sexos.
En 1887 publicó, dentro de la Biblioteca del periódico satírico semanal El motín, su obra Cantes flamencos. Colección escogida. En su elaboración le ayudaron sus amigos sevillanos. Luis Montoto le envió algunas coplas escritas por él que, pese a no ser originalmente flamencas, también fueron incluidas en la obra. El libro cuenta con un prólogo sobre este género, tras el cual se recogen 240 soleares, 78 siguiriyas gitanas, 341 coplas populares, 154 serranas de dos estrofas y 33 de una y 211 cantares, más un apéndice con otras 16 soleares, 7 siguiriyas y 8 coplas.
Tradujo del inglés la obra de Edward B. Tylor Antropología o Introducción al estudio del hombre y la civilización, publicada por El Progreso Editorial en Madrid en 1887. También tradujo del inglés la obra de William George Black Medicina popular: un capítulo en la historia de la cultura, publicada por El Progreso Editorial en 1888.
En 1888 se fundó el periódico La justicia y Machado y Álvarez formó parte de la redacción, contribuyendo con unos 40 artículos de temas jurídicos. Siguió colaborando también con la Revista de España, donde aparecen otros artículos suyos de temas jurídicos.
En enero de 1889 se encontraba enfermo.
Por esos años, debido a estrecheces económicas, la familia se mudó de la céntrica calle de Alcalá a un piso más modesto situado en la calle Apodaca, número 5, 2º izquierda.
En 1891 la enfermedad le impidió seguir colaborando con el periódico La justicia.

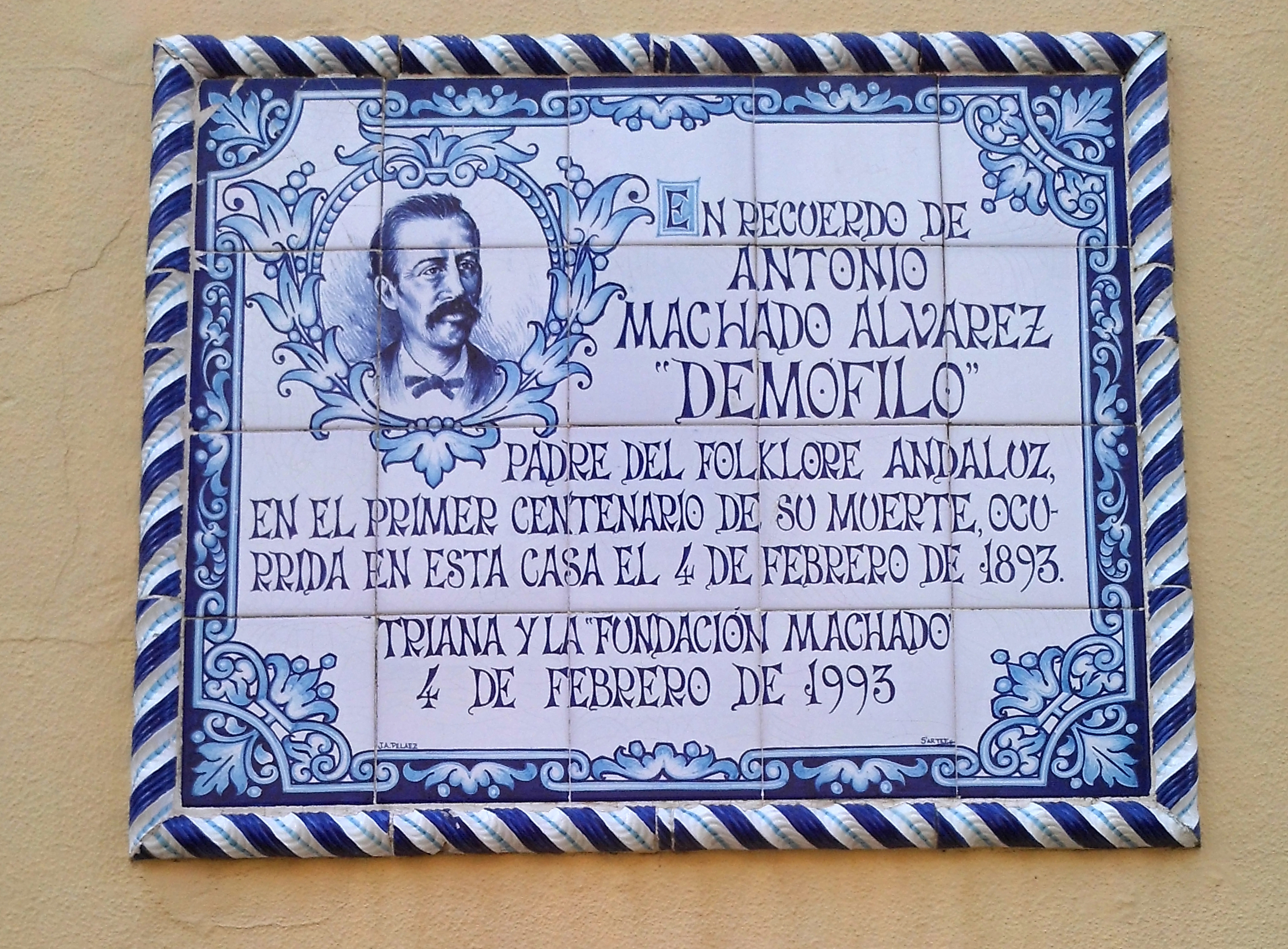
Mural de azulejos de 1993 dedicado a Antonio Machado y Álvarez en la calle Pureza de Sevilla.

En el verano de 1892, acuciado por problemas económicos, aceptó un puesto de abogado que le ofrecieron unos amigos en Puerto Rico. Unos meses después enfermó de una esclerosis medular. Su cuñado Manuel Ruiz, capitán de barco, acudió a Puerto Rico para asistirle y le encontró extremadamente grave. Le llevó a Sevilla, donde fue recibido por su esposa, Ana Ruiz. El enfermo fue hospedado en la casa de sus suegros, en la calle Pureza, número 35, y fue asistido por el médico Rafael Ruiz. Falleció a las 10 de la mañana del 4 de febrero de 1893, con apenas cuarenta y siete años.
Fue enterrado el 5 de febrero de 1893 en el cementerio de San Fernando de Sevilla.

## Obras
- Obras Completas, ed. Enrique Baltanás, Sevilla, Biblioteca de Autores Sevillanos, 2005, 3 vols.
- Biblioteca de las Tradiciones Populares Españolas, Sevilla: Francisco Álvarez y Cª, 1883–1886 (Madrid: Est. Tip. de Ricardo Fé) 1882 a 1888, once vols. Contiene: t. I: Introducción / Antonio Machado Álvarez. Fiestas y costumbres andaluzas / Montoto y Rautenstrauch. Cuentos populares / Antonio Machado Álvarez.  II: El folk-Lore de Madrid / por Eugenio de Olavarria y Huarte. Juegos infantiles de Extremadura / recogidos y anotados por Sergio Hernández de Soto. De los maleficios y los demonios / de Juan Nyder, trad. del latín por J. Mª Montoto y Vigil. III: El mito del basilisco / Guichot. Continuación de los juegos infantiles de Extremadura / Sergio Hernández de Soto. De los maleficios y los demonios. IV: Folk-Lore gallego / E. Pardo Bazán y otros escritores de Galicia. Conclusión de los maleficios y continuación de fiestas y costumbres andaluzas. V: Estudios sobre literatura popular, primera parte / Antonio Machado Álvarez. VI: Apuntes para un mapa topográfico-tradicional de la villa de Burguillos perteneciente a la provincia de Badajoz / por Matías R. Martínez. Tradiciones de Extremadura / C.A.D. VII: Cancionero popular gallego y en particular de la provincia de La Coruña: tomo I / José Pérez Ballesteros. VIII. A rosa na vida dos povos / Cecilia Schmidt Branco. Folk-lore de Proaza / L. Giner Arivan. IX: Cancionero popular gallego y en particular de la provincia de La Coruña: tomo II / José Pérez Ballesteros. X. Cuentos populares de Extremadura / recogidos y anotados por Sergio Hernández de Soto. XI: Cancionero popular gallego y en particular de la provincia de La Coruña: tomo III / José Pérez Ballesteros. A partir del t. II el ed. pasa a ser Alejandro Guichot y Compañía. Posteriormente, desde el t. VII la colección es editada en Madrid en la Librería de Fernando Fé.
- «El folclore del niño», en España, 1885–1886, tomos CV–CVI.
- Colección de cantes flamencos, 1881; muy reimpreso, por ejemplo como Cantes flamencos recogidos y anotados M., Ediciones Cultura Hispánica, 1975.
- Colección de enigmas y adivinanzas, 1881.
- Artículos varios, 1904, volumen I de sus Obras completas.
- Junto a Federico de Castro, Cuentos, leyendas y costumbres populares, 1872.
- Adivinanzas francesas y españolas Sevilla, 1881 (Imp. de El Mercantil Sevillano).